# Rubén Avilés
Rubén Avilés (Sevilla, 21 de junio de 1999) es un creador de contenidos en TikTok conocido por sus vídeos en defensa de los derechos LGBT.

## Biografía
Rubén nació en Sevilla el 21 de junio de 1999. Estudió Publicidad y Relaciones Públicas en la Universidad de Sevilla graduándose en 2022, y a través de su activismo LGBT, ha colaborado con Cruz Roja. En 2022, Rubén participó en las actividades del Mes de la Diversidad Sexual organizadas por el Ayuntamiento de Sevilla. Ese mismo año fue nominado a los Premios TikTok 2022 en la categoría Diversidad.
Es el creador de Las Voces de Ellas un programa donde entrevista a mujeres para que cuenten su historia. Entre las entrevistadas se encuentran Samantha Hudson o Inés Hernand.
En 2023 obtuvo el Premio Andalesgai Joven, entregado por el Festival de Cine Lésbico y Gai de Andalucía, por su activismo y divulgación de los derechos LGBTIQ+.